# Авер'яновка
Авер'я́новка (рос. Аверьяновка) — селище у складі Тяжинського округу Кемеровської області, Росія.

## Населення
Населення — 7 осіб (2010; 39 у 2002).
Національний склад (станом на 2002 рік):
- росіяни — 87 %